# Waldemar Victorino
Waldemar Victorino (22. května 1952, Montevideo – 29. srpna 2023 Montevideo) byl uruguayský fotbalista, útočník.

## Fotbalová kariéra
Hrál za týmy CA Cerro, CA Progreso, River Plate Montevideo, Nacional Montevideo, Deportivo Cali, Cagliari Calcio, CA Newell's Old Boys, CA Colón, Audaz Octubrino Machala, LDU Portoviejo, América Quito, Sport Boys a Defensor Lima. S Nacionalem vyhrál v roce 1980 uruguayskou ligu. V roce 1980 vyhrál s Nacionalem i Pohár osvoboditelů a Interkontinentální pohár. V Poháru osvoboditelů nastoupil ve 23 utkáních a dal 9 gólů a v Interkontinentálním poháru nastoupil v 1 utkání a dal 1 gól. Za reprezentaci Uruguaye nastoupil v letech 1976–1981 ve 33 utkáních a dal 15 gólů. 

## Ligová bilance
| Ročník                   | Zápasy | Góly | Klub                   |
| ------------------------ | ------ | ---- | ---------------------- |
| 1. uruguayská liga 1970  | -      | -    | CA Cerro               |
| 1. uruguayská liga 1971  | -      | -    | CA Cerro               |
| 1. uruguayská liga 1972  | -      | -    | CA Cerro               |
| 1. uruguayská liga 1973  | -      | -    | CA Cerro               |
| 1. uruguayská liga 1975  | -      | -    | River Plate Montevideo |
| 1. uruguayská liga 1976  | -      | -    | River Plate Montevideo |
| 1. uruguayská liga 1977  | -      | -    | River Plate Montevideo |
| 1. uruguayská liga 1978  | -      | -    | River Plate Montevideo |
| 1. uruguayská liga 1979  | -      | -    | Nacional Montevideo    |
| 1. uruguayská liga 1980  | 19     | 11   | Nacional Montevideo    |
| 1. kolumbijská liga 1981 | 13     | 11   | Deportivo Cali         |
| 1. uruguayská liga 1982  | -      | -    | Nacional Montevideo    |
| CELKEM                   | -      | -    |                        |